# Ermanno Zonzini
Ermanno Zonzini (ur. 1 kwietnia 1974) – sanmaryński piłkarz występujący na pozycji obrońcy lub pomocnika, 21-krotny reprezentant San Marino, trener piłkarski.

## Kariera klubowa
W trakcie kariery klubowej występował w klubach sanmaryńskich: SS Juvenes, AC Juvenes/Dogana, SS Cosmos, SC Faetano oraz SP Cailungo. W latach 1999–2000 grał we włoskim zespole AC Marignanese (VII poziom rozgrywkowy).

## Kariera reprezentacyjna
Zonzini w latach 1990-1995 występował w młodzieżowych reprezentacjach San Marino w kategoriach U-16 oraz U-21. 7 marca 1990 roku zadebiutował w rozgrywkach międzynarodowych w przegranym 0:3 meczu przeciwko Portugalii U-16.
10 lutego 1999 roku zadebiutował w seniorskiej reprezentacji San Marino w spotkaniu z Cyprem (0:4) w ramach kwalifikacji do EURO 2000. W kwietniu 2001 roku zagrał w zremisowanym 1:1 meczu z Łotwą w Rydze (eliminacje Mistrzostw Świata 2002), w którym San Marino zdobyło jedyny w historii punkt na wyjeździe w meczach kwalifikacyjnych. Ogółem w latach 1999-2003 rozegrał w reprezentacji 21 spotkania, nie zdobył żadnej bramki.

## Kariera trenerska
W latach 2009–2012 pełnił funkcję grającego trenera klubu SS Cosmos. W 2013 roku prowadził kadrę San Marino B podczas Pucharu Regionów UEFA 2013, gdzie prowadzona przez niego reprezentacja zdobyła w 3 spotkaniach 1 punkt. W sezonie 2014/2015 prowadził FC Fiorentino. Przed rozpoczęciem sezonu 2015/2016 objął posadę trenera SS San Giovanni.